# 14 mars 1937
Le dimanche 14 mars 1937 est le 73e jour de l'année 1937.

## Naissances
- Arturo Chaires, footballeur mexicain
- Baltasar Porcel (mort le 1er juillet 2009), journaliste espagnol
- Benny Paret (mort le 3 avril 1962), boxeur cubain
- George Hudson, joueur de football britannique
- Georges Sénéca (mort le 8 novembre 2002), politicien belge
- Jacques Acar (mort le 21 janvier 1976), scénariste de bande dessinée et journaliste belge
- Jerzy Adamski (mort le 6 décembre 2002), boxeur polonais
- Paul Mukobo Mundende (mort le 16 octobre 2015), général congolais
- Paul Tholey (mort le 7 décembre 1998), psychologue allemand
- Vladimir Saveliev, réalisateur, scénariste, producteur et acteur soviétique et russe

## Décès
- Henri Moigneu (né le 9 mars 1887), joueur de football français
- Lars Edvard Phragmén (né le 2 septembre 1863), mathématicien suédois
- Thomas Wakem Caldwell (né le 2 mai 1867), homme politique canadien

## Événements
- Fondation de la ville de Tak en Thaïlande
- Promulgation de l'encyclique Dans ma poignante inquiétude du pape Pie XI qui dénonce l'idéologie nazie et les pressions du régime hitlérien à l'encontre des catholiques allemands ainsi que les violations répétées du Concordat.